# Щербінін Юрій Леонідович
Юрій Леонідович Щербінін (*30 травня 1941, Харків — 17 листопада 2019, Харків) — український музикознавець, музичний критик, педагог, громадський діяч, фотохудожник.

## Біографічні відомості
1964 р. закінчив відділ спеціального фортепіано Харківського музичного училища ім. Б. Лятошинського (клас Я. Фейгіна.)
У 1965—1967 — вихованець Ленінградської (Санкт-Петербурзької) консерваторії ім. Римського-Корсакова (клас проф. П. Серебрякова і проф. К. Муріної). 
У 1970  — закінчив Харківський інститут мистецтв ім. І. П. Котляревського (кл. проф. Г. Тюменєвої).
З 1964 викладач ДМШ ім. Бетховена у Харкові, у 1964—1967 рр. — концертмейстер та викладач Харківського музичного училища ім. Б. М. Лятошинського
У 1967—1973 — викладач та завідувач кабінетом історії та теорії музики Харківського інституту мистецтв.
У 1973—1978 та 1984—1997 — відповідальний секретар Харківської організації Спілки композиторів України.
У 1978—1984 — директор Харківського музичного училища ім. Б. Лятошинського.
У 2000—2003 — фотохудожник фотосалону «KONIKA» в Харкові.
У 1997—2000 та з 2003 — викладач, фотохудожник та куратор з питань культури та мистецтва Харківського Університету Повітряних Сил.
З 1973 — член Спілки композиторів України та Всеукраїнської музичної спілки. Неодноразово обирався членом правління Спілки композиторів України. У 1973—1997 та з 2004 — член правління Харківської організації Національної спілки композиторів України.
30.08.2014 за підтримки керівництва Харківської мерії та командування ХУВС ім. Івана Кожедуба з ініціативи Ю. Л. Щербініна на основі його приватного архівного зібрання було відкрито постійнодіючу загальнодоступну Галерею-музей «Обереги музичної Харківщини», яку він очолював до кінця життя.

## Творча та наукова діяльність
Протягом багатьох десятиріч діяльність Ю. Л. Щербініна спрямована на відродження та збереження історії музичної культури Слобожанщини та на пропагування найкращих досягнень сучасної української музики. Ще наприкінці 60-х років він зробив перші ґрунтовні розробки, публікації та виступи у ЗМІ по відродженню та увічненню діяльності фундатора музичного професіоналізму в Харкові І. І. Слатіна та його творчого оточення.
На базі особистих колекційних зібрань, до яких входять, зокрема, ексклюзивні матеріали І. Слатіна, Я. Степового, Ф. Акименко, В. Горовця, С. Ріхтера, Д. Шостаковича та інших видатних діячів культури, він був автором та ведучим радіо- та телевізійних циклів «Подорож у минуле», «Музика та сучасність», «Музика, народжена у нашому місті», «Бути чи не бути Музичному музею у Харкові».
Автор та головний редактор музичного оформлення Меморіалу вічної Слави в Харкові.

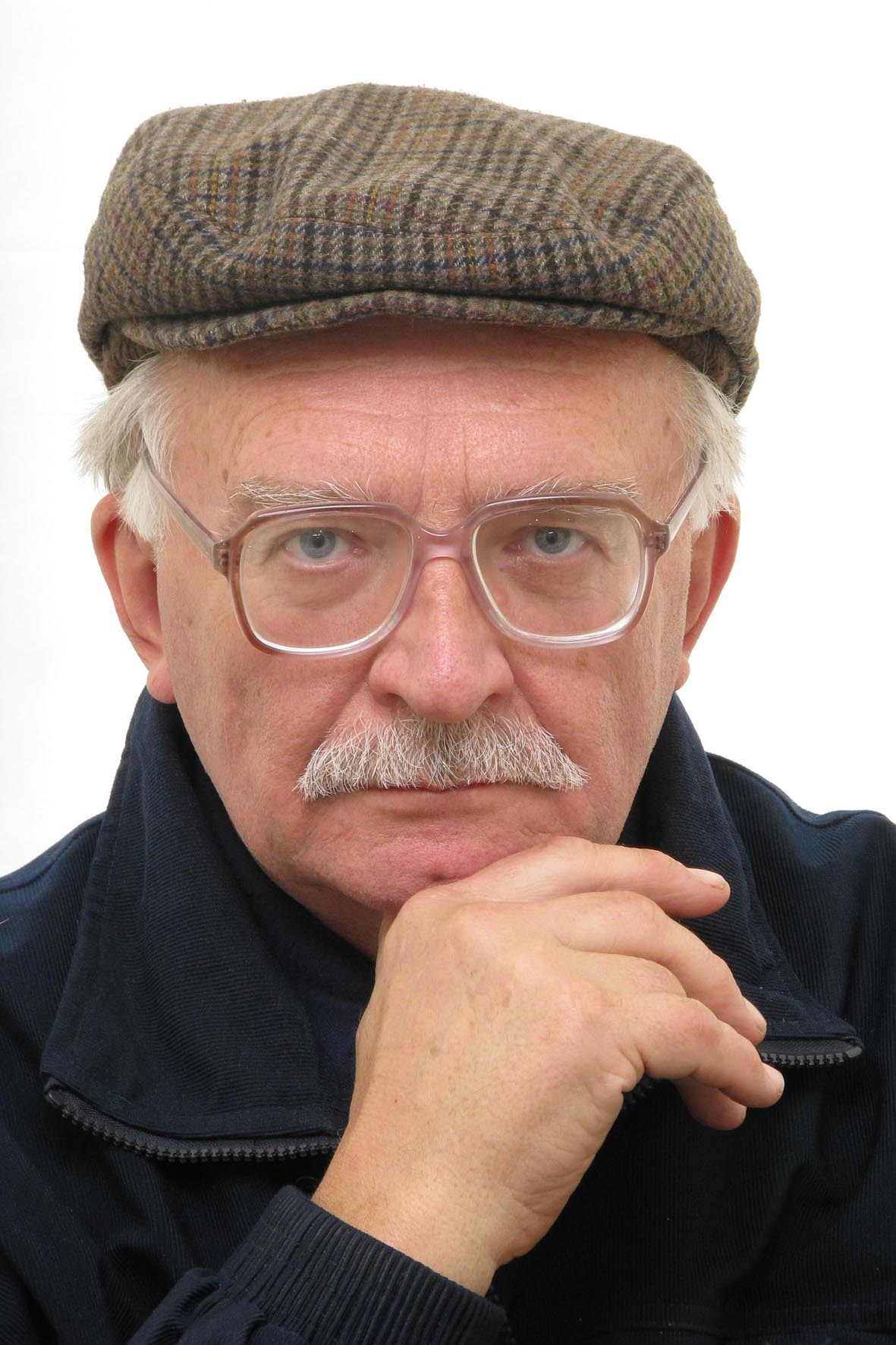
Юрій Леонідович Щербінін

## Публікації
Автор більш як 200 публікацій у збірках та періодиці.
Серед них статті:
- «До історії музичної освіти в Харкові» (зб. АН УРСР «Українське музикознавство», № 6, 1971),
- «Харків музичний» (вид. ВРЕ «Музична енциклопедія», т. 5, Москва, 1981),
- «Біля джерел музичної культури Харкова» (зб. матеріалів міжнародного фестивалю «Харківські асамблеї», Харків, 1992),
- «Навчальний кабінет історії музики» (у кн.: Харківський інститут мистецтв 1917—1992 рр. Харків, 1992);
- буклети «До 200-річчя Харківського театру опери та балету ім. М. Лисенка». Харків, 1995) та «Продовжувачі найкращих традицій — до 100-річчя Харківського музичного училища» (добірка «І. Рубінштейн у Харкові», вид. Вагнерівського товариства, Байройт, 1988);
- довідкові матеріали до телефільму про І. Рубінштейна (Париж,1987);
- матеріали до кн. Ю. Оранського «Композитори України», (Філадельфія, США, 2000).
- «Біограф від бога» та «На хвилях духовності» статті у ювілейній збірці Харківської міської спеціалізованої музично-театральної бібліотеки ім. К. С. Станіславського «Переступи поріг бібліотеки»-Харків −2006. с.с.143, 228—230
- «Музика та військово-патріотичне виховання військовослужбовців» -збірка матеріалів науково-практичної конференції Харківського Університету Повітряних Сил — Харків — 2008.с.93
- «Листая прошлого страницы» — стаття в історико-краєзнавчому альман. «В милом городе моём» выпуск 1, изд. Музея знаменитых харьковчан им. К.Шульженко при поддержке Департамента культуры Харьковского городского совета, Харьков «Майдан», 2016. — С.148-159.
- Брав активну участь у міжнародних конференціях, у тому числі «Музика України XVI—XVIII століття» (Київ), «Музика Л. Бетховена» (Мінськ) тощо.